# Манастир Свете Катарине на Синају
Православни манастир Свете Катарине или Екатарине, (арап. دير القدّيسة كاترين Dayr al-Qiddīsa Katrīn; грч.  Moni tis Agias Aikaterinis) налази се на полуострву Синај (Египат), које спаја два континента Африку и Азију. Тачније, манастир се налази на југу Синајског полуострва на надморској висини од 1300 m, у непрегледној и неприступачној пустињи и окружен је црвеним гранитним планинама (висине и преко 2000 m). У близини се налази истоимени градић Света Катарина. Манастир је један од најстаријих хришћанских манастира  и као такав налази се на списку Светске баштине, организације УНЕСКО. У манастирском комплексу поред главног храма, има још 12 мањих капела. Са десне стране је главна манастирска црква посвећена Преображењу Господњем, са лева су степенице и веранда којом се стиже до музеја, а ту поред капеле је и зелени грм Неопалиме купине. Цео манастир је опасан високим зидом који је у шестом веку саградио цар Јустинијан.
Манастир је подигнут по наређењу византијског цара Јустинијана I, оградивши оно што се тврди да је запаљени грм који је Мојсије видео. Вековима касније, наводно тело свете Екатарине Александријске, за које се наводи да је пронађено у том подручју, однето је у манастир; Мошти Свете Катарине преобратиле су овај манастир у важно ходочасничко место, и манастир је на крају преименован у име светице. Манастир је под контролом аутономне синајске цркве, која је део шире грчке православне цркве. Манастир је 2002. године постао UNESCO светска баштина због свог јединственог значаја у традицијама хришћанства, ислама и јудаизма.
На овој локацији се такође налази најстарија библиотека на свету која непрекидно ради, са јединственим или изузетно ретким делима, као што су Синајски рукопис и Сиријски Синајтикус, као и вероватно највећа збирка ранохришћанских икона, укључујући најранији познати приказ Исуса као Христа Пантократора. Света Катарина има као позадину три планине у чијој близини се налази: Рас Суфсафех (вероватно библијска планина Хорив, врх око 1 km (0,62 mi) западно); Џебел Арензијеб, врх око 1 km јужно; и планина Синај (локално, Џебел Муса, по традицији идентификована са библијском гором Синај; врх око 2 km (1,2 mi) јужно).

## Историја
Синајски манастир није одувек био посвећен светој Катарини. Већ у првим хришћанским вековима Синајска пустиња бива место где се многи хришћани Египта склањају тражећи спас од многобројних намета и прогона идолопоклоничког Рима.
На месту где се Мојсију јавио Господ (око 1400 г. пре Христа, код несагориве купине), 330. године света царица Јелена, мајка светог цара Константина Великог, подигла је капелу посвећену Богородици. Уз ову капелу, у шестом веку византијски цар Јустинијан (Управда) и царица Теодора граде цркву, тробродну базилику од црвеног гранита, којим обилују синајске планине.
Већ од III века постоје мале манастирске заједнице окупљене на месту несагориве купине, на Мојсијевом врху, у оближњој оази Фаран и на крајњем југу Синајске пустиње.
Духовник манастира носио је титулу Архиепископ Синајске горе, и није зависио од Патријарха. Имао је две митре (круне), врло драгоцене, од којих је једна од злата а друга од порфира. Била је и врло скупоцена његова одежда, поклон једног руског великог Московског кнеза.
Света Катарина рођена је 294. године као Доротеја у Александрији у многобожачкој породици, где је стекла широко образовање. Ова Светитељка је почетком IV века, у време хришћанских прогона храбро сведочила веру хришћанску а како је добро познавала философију, историју и паганске обичаје задала је велике муке својим прогонитељима због чега су је свирепо мучили. У једној визији св. Катарина прими прстен од самог Господа Христа, у знак обручења Њему. Тај прстен до данас стоји на њеној руци. Пострадала је за веру у време цара Максимина, а по предању су њено тело анђели пренели на врх Синаја. У IX веку један од синајских монаха уснуо је место на коме се налази свето тело мученострадалне Катарине на коме су га касније пронашли и саградили капелу посвећену светитељки а свете мошти пренели у манастир где се и данас чувају. У саркофагу од белог мермера, поред олтара су биле њене мошти. Од тада манастир постаје познат под именом Свете Катарине.

##### Неопалима купина
Мојсије је ту на месту садашњег манастира, око 1400 г. пре Христа, видео пламени огањ у жбуну купине који гори а не сагорева, и чуо глас Анђела Божјег: „Мојсије! Мојсије! Изуј обућу своју с ногу својих, јер је место где стојиш света земља“ (Изл. 3,1-5). Данас овај грм Неопалиме купине расте из олтара храма.
Купинов жбун је јединствен на свету, покушавали су људи да његове младице пресаде на неко друго место, али се нигде нису примиле. Делови несагориве купине су слати на анализе у релевантне лабораторије, где је утврђено да је купина вероватно стара колико и Мојсије.
На истом том месту где данас стоји капела посвећена Богородици-несагоривој купини, верни приступају изувајући обућу као што је Господ тражио од Мојсија.

##### Ризница манастира
Манастир су даривали многи поклоници, владари, монаси, трговци. Манастирске ризнице чувају најстарије енкаустичне иконе које су се израђивале до VII века а сачуване синајске потичу из времена када је настао и мозаик у олтару. У VI веку израђена је Икона Христа Пантократора, најстарија сачувана икона Христова, на којој су сликовито приказане две природе Господа Исуса Христа, божанска и човечанска. Сачуване су и иконе, рађене у истој техници, св. Петра, Богородице са анђелима и светим ратницима и др. Поред ових непроцењивих икона у манастиру Св. Катарине уточиште су нашле иконе из целог византијског царства током дугог и погубног иконоборачког периода.
Свети Јован Лествичник ту је написао чувену књигу „Рајске лествице“ која представља незаменљиву духовну лектиру у целокупној хришћанској литератури. Преподобни Нил Синајски се такође подвизавао у Светој Катарини.
Манастир је јединствено место где се унутар манастирских зидова налазе хришћанска и муслиманска богомоља.
Ту се чува и документ (привилегија) на којој је отисак Мухамедове руке, који је заштитио манастир од рушења. Мухамеду су помогли код састављања верског закона, двојица хришћанина монаха, Сергије и Јован Антиохијски. Због једног од њих, којег је сматрао за пријатеља, је сачувао и богато даривао манастир. Наводно је турски султан Селим узео оригиналну привилегију, да се сачува као Мохамедово наслеђе, а манастиру вратио једну веродостојну копију. Има богату манастирску библиотеку, која садржи вредне рукописе, и међу њима један од најзначајнијих Синајски рукопис.

##### Срби и манастир синајске Богородице, касније Св. Катарине
Свети Сава, први архиепископ Српске православне цркве, на свом другом путовању по Светим местима, боравио је на Синају 1234. године. Ту је провео читав Часни пост, Свету четрдесетницу, молећи се за свој српски род и читав хришћански народ, поручујући и нама данас да тако чинимо. Манастиру Свете Богородице синајске српски свети краљеви Драгутин и Милутин даривали су бројне поклоне који се чувају у манастирском музеју и библиотеци. У манастиру се налази први Синајски псалтир. Крајем 14. века игуман Синајског манастира био је Србин, Јоаникије.
24. априла 1357. цар Стефан Урош V на свом летњиковцу Рибнику, ниже Призрена, Дубровчанима потврђује повељу свога оца, цара Душана, по којој Дубровчани сваке године дају синајској Богородици по 500 венецијанских перпера.

## Манастир данас
Православни манастир Св. Катарине се и данас налази на југу Синајског полуострва, у пустињи, окружен бедуинским племенима. Ходочасници из целог света походе овај православни манастир а у летњим месецима и туристи из Египатског летовалишта Шарм ел Шеик и др, који је на три сата вожње од манастира. Православци који походе манастир имају ту привилегију да се поклоне и целивају руку Свете Катарине а након тога монах свакоме дарује прстен на коме пише „Агиа Катарина”. У 19. веку су хаџије добијале од Архиепископа "Орден Св. Катарине", састављен од минијатурног точка, са шест сребрних жбица.

## Галерија икона и реликвија
- Mозаик Преображења Господњег
- Документ о заштити манастира од рушења са отиском Мухамедове руке
- древна(најстарија) икона Христа Пантократора, 6. век
- икона Апостола Петра, 6. век
- Богородица на трону,7. век
- Распеће, 13. век
- икона Богородица и дете, са свецима и анђелима,6. век
- Архангел Михаило, византијска икона 13. век
- икона Св. Катарине Александријске
- Преображење,12. век
- Звоник у манастиру, дар руског императора
- Снимак манастира, 1852.